# Mateusz II
Mateusz II Lotaryński (ok. 1193 - 9 lutego 1251) – książę Lotaryngii od 1220, brat i następca Tybalda I.